# Мојсие од малото место
„Мојсие од малото место” је југословенски и македонски ТВ филм из 1970. године. Режирао га је Звонимир Бајсић а сценарио је написао Благој Иванов.

## Улоге
| Глумац            | Улога |
| ----------------- | ----- |
| Киро Ћортошев     |       |
| Ацо Јовановски    |       |
| Милица Стојанова  |       |
| Ненад Стојановски |       |